# Viện Xã hội học (Việt Nam)
Viện Xã hội học (tên giao dịch quốc tế: Institute of Sociology) là tổ chức nghiên cứu khoa học cơ bản và ứng dụng được thành lập vào ngày 09 tháng 09 năm 1983 theo Nghị định 96/HĐBT của Hội đồng Bộ trưởng, hiện nay là Chính phủ Việt Nam. Viện trực thuộc Viện Hàn lâm Khoa học xã hội Việt Nam với tiền thân là Ban Xã hội học thuộc Ủy ban Khoa học Xã hội Việt Nam.
Viện Xã hội học là nơi tập trung nghiên cứu của nhiều nhà khoa học xã hội. Ngoài công tác nghiên cứu và tư vấn, Viện còn phát hành Tạp chí xã hội học, chịu trách nhiệm giảng dạy chuyên ngành xã hội học ở Học viện Khoa học xã hội, nhiều cơ sở giáo dục Việt Nam cũng như vài trường đại học nước ngoài.